# Hatley (Cambridgeshire)
Hatley – civil parish w Anglii, w hrabstwie Cambridgeshire, w dystrykcie South Cambridgeshire. Leży 19 km na zachód od miasta Cambridge i 71 km na północ od Londynu. W 2011 roku civil parish liczyła 181 mieszkańców. W granicach civil parish leżą także East Hatley i Hatley St George.